# Gabriele Rainer
Gabriele Rainer (...) è un'ex sciatrice alpina austriaca.

## Biografia
La Rainer debuttò in campo internazionale in occasione dei Mondiali juniores di Jasná 1985, dove si classificò 7ª nella discesa libera; ai Campionati austriaci del 1986 e del 1987 conquistò la medaglia di bronzo nella combinata. Non prese parte a rassegne olimpiche né ottenne piazzamenti in Coppa del Mondo o ai Campionati mondiali.

## Palmarès

### Coppa Europa
- Miglior piazzamento in classifica generale: 22ª nel 1986)

### Campionati austriaci
- 2 medaglie[1]:
  - 2 bronzi (combinata nel 1986; combinata nel 1987)